# Равномерная ограниченность
Равномерная ограниченность — свойство семейства вещественных функций {\displaystyle f_{\alpha }:X\to \mathbb {R} }, где {\displaystyle \alpha \in A}, {\displaystyle A} — некоторое множество индексов, {\displaystyle X} — произвольное множество, означающее, что все функции семейства ограничены одной константой {\displaystyle C}.
{\displaystyle \exists C>0\;\forall \alpha \in A\;\forall x\in X\;|f_{\alpha }(x)|\leqslant C.}

## Вариации и обобщения
Понятие равномерная ограниченности семейства функций обобщается на случай отображений в нормированные и полунормированные пространства: семейство отображений {\displaystyle f_{\alpha }:X\to Y}, где {\displaystyle Y} — полунормированное пространство с полунормой {\displaystyle \Vert *\Vert }, называется равномерно ограниченным, если существует такая постоянная {\displaystyle C>0}, что для всех {\displaystyle \alpha \in A} и всех {\displaystyle x\in X} выполняется неравенство
{\displaystyle \Vert f_{\alpha }(x)\Vert \leqslant C}
Равномерная ограниченность сверху (снизу) означает что существует такая постоянная {\displaystyle C\in \mathbb {R} }, что для всех
а {\displaystyle \alpha \in A} и всех {\displaystyle x\in X} выполняется неравенство {\displaystyle f_{\alpha }(x)\leqslant C} (соответственно {\displaystyle f_{\alpha }(x)\geqslant C})
Понятие равномерной ограниченности снизу и сверху обобщается на случай
отображений {\displaystyle f_{\alpha }:X\to Y} в упорядоченные в том или ином смысле множества.